# Kerophora ferruginea
Kerophora ferruginea är en tvåvingeart som beskrevs av Brown 1988. Kerophora ferruginea ingår i släktet Kerophora och familjen puckelflugor.
Artens utbredningsområde är Alberta. Inga underarter finns listade i Catalogue of Life.